# コルバーラ
コルバーラ（伊: Corbara）は、イタリア共和国カンパニア州サレルノ県にある、人口約2,500人の基礎自治体（コムーネ）。

## 地理

### 位置・広がり

#### 隣接コムーネ
隣接するコムーネは以下の通り。括弧内のNAはナポリ県所属を示す。
- アングリ
- レッテレ (NA)
- サンテジーディオ・デル・モンテ・アルビーノ
- トラモンティ